# James Kleist
James Kleist (Zabrze, 1873 – Saint Louis, 1949) német-amerikai műfordító és bibliafordító.
A sziléziai német Kleist az egyik kis faluban született, amik később egyesülve a porosz Zabrze városát alkották. 1892-ben lépett be a blyenbecki Jézus Társaságába, még ebben az évben Amerikába ment a hitet terjeszteni.